# Freiheitliche Arbeitnehmer
De Freiheitliche Arbeitnehmer (Nederlands: Vrijheidslievende Werknemers, FA) is een werknemersorganisatie in Oostenrijk die vertegenwoordigd is de Arbeiterkammer, het corporatieve orgaan voor werknemers. De FA is geen vakbond, maar maakt wel deel uit van de overkoepelden vakvereniging Österreichischer Gewerkschaftsbund (ÖGB).
De FA is als deelorganisatie aangesloten bij de Freiheitliche Partei Österreichs (FPÖ). Leden van de FA zijn echter niet automatisch lid van de FPÖ en de FA is relatief zelfstandig ten opzichte van de FPÖ.
Binnen de Arbeiterkammer en de ÖGB is de FA maar een kleine speler, beide organisaties worden gedomineerd door de sociaaldemocratische FSG en de christendemocratische ÖAAB. Bij de laatste verkiezingen (2014) voor de Arbeiterkammer kreeg de FA 9,68% van de stemmen; ter vergelijking de FSG en ÖAAB kregen respectievelijk 57,16% en 21,03% van de stemmen.